# 宇津木えり
宇津木 えり（うつぎ えり、1966年3月20日 - ）は、日本のファッションデザイナー。東京生まれ。ファッションブランド「FRAPBOIS」（フラボア）や「mercibeaucoup,」（メルシーボークー、）などのデザインを手掛けてきたことから著名。
息子は第92回装苑賞にて佳作第1位、宇津木陽多（文化服装学院アパレルデザイン科）

## 来歴
女子美術短期大学を1986年に卒業後、エスモードジャポン東京校で1学年を過ごし、渡仏。パリのステュディオ・ベルソーに学び、帰国後、ウイット社やティーシー社などで企業デザイナーを務める。2000年にビギ社へ入社し、2001年に同社でモード系のファッションブランド「FRAPBOIS」（フラボア）を始動。2005年にエイ・ネット社へ入社、ファッションブランド「mercibeaucoup,」（メルシーボークー、）を新たに始動している。

## ブランド

### 「FRAPBOIS」
2001年にアパレルメーカのBIGIから発足させたファッションブランドで、「大人げない大人の服」をコンセプトに据え、ダメージや洗いなどの加工を施したリラックスウェアを展開。名称は自身の名前に由来するもので、フランス語の“FRAPPER”（打つ）と“BOIS”（木）の組み合わせによる造語となっている。

### 「mercibeaucoup,」
2005年にA-netから発足させたファッションブランドで、名称はフランス語にて「どうもありがとう」を意味し、「全ての人への感謝」、ならびに「喧騒とした世の中で謙虚さや感謝の気持ちを忘れないでほしい」という気持ちが込められている。2006年の東京コレクション（秋冬）でデビュー。発足5年目にあたる2010年には低価格帯のセカンドライン「jevous enprie!」（ジュヴゾンプリ！ = 仏語「どういたしまして！」）が新たに始動している。